# Margo medialis scapulae
Margo medialis scapulae är det latinska namnet på skulderbladets mediala kant.
Synonymermargo vertebralis scapulae, "skulderbladets kant som vetter mot ryggraden.
Margo medialis är skulderbladets längsta kant. Den sträcker sig från benets övre vinkel (angulus superior) till dess nedre (angulus inferior). Kanten är tunnare än den laterala kanten (margo lateralis) men tjockare än den övre (margo superior). Kanten är konvex och avsnittet ovanför skulderkammen (spina scapulae) bildar en trubbig vinkel mot den nedre delen.
Längs margo medialis går en övre och en undre läpp åtskilda av en smal fåra. M. serratus anterior fäster i den främre läppen. I den undre fäster m. supraspinatus ovanför skulderkammen och m. infraspinatus under kammen. M. levator scapulae fäster i den mellanliggande fåran ovanför kammen. Strax ovanför den triangulära ytan som utgör kammens bas (trigonum spina scapulae) fäster m. rhomboideus minor och m. rhomboideus major fäster under samma yta.